# Tune Sogn

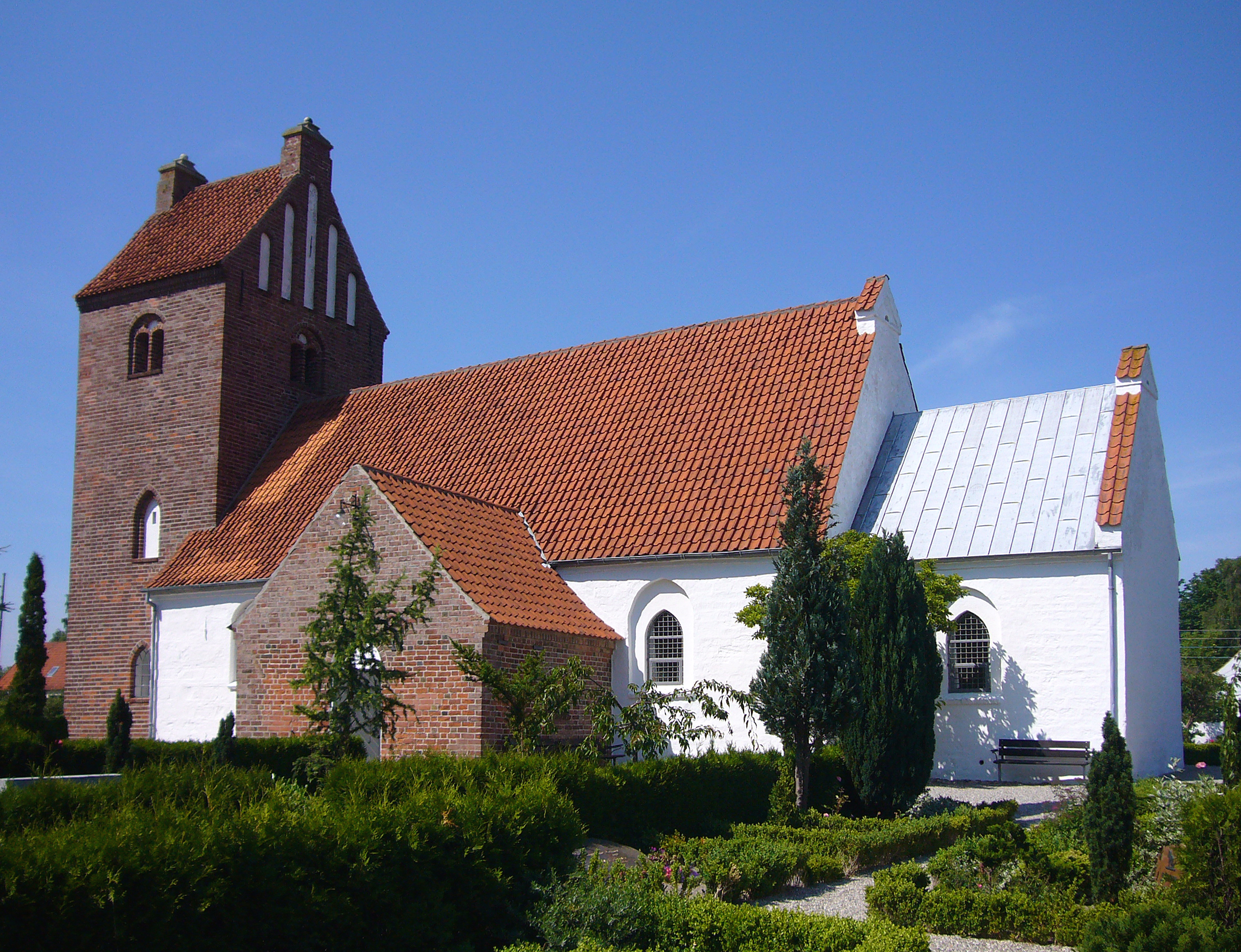
Tune Kirke

Tune Sogn ist eine Kirchspielsgemeinde (dän.: Sogn) in der Gemeinde Greve im Vorortbereich der dänischen Hauptstadt Kopenhagen. Bis 1970 gehörte sie zur Harde Tune Herred im damaligen Roskilde Amt. Mit der Auflösung der Hardenstruktur wurde das Kirchspiel in die Kommune Greve aufgenommen, diese blieb mit der Kommunalreform zum 1. Januar 2007 unverändert, gehört aber seitdem zur Region Sjælland.
Am 1. Januar 2023 lebten 5715 Einwohner im Kirchspiel. Im Kirchort Tune liegt die „Tune Kirke“. 
Nachbargemeinden sind im Osten Greve, im Südosten Karlslunde sowie auf dem Gebiet der Roskilde Kommune die Kirchspiele Snoldelev im Südwesten, Vor Frue im Westen, Vindinge im Nordwesten und im Norden auf dem Gebiet der Høje-Taastrup Kommune das Kirchspiel Reerslev.
Am 1. Juli 2008 erhielt Tune wegen Gleichheit einiger Straßennamen mit der Stadt Roskilde die Postleitzahl 4030. Zuvor hatte die Ortschaft mit der Postleitzahl 4000 die gleiche wie Roskilde.